# Apothekergarten Wiesbaden
Der Apothekergarten Wiesbaden beherbergt auf 5.500 m² rund 270 Arzneipflanzen in thematisch organisierten Beeten. Der Garten an der Aukammallee ist in den Sommermonaten tagsüber für die Öffentlichkeit zugänglich.

## Entwicklung
1982 hatte die Wiesbadenerin Rita de la Chevallerie die Idee zu einem Arzneipflanzengarten im Aukamm. Das Grünflächenamt unter Amtsleitung von Hildebert de la Chevallerie interessierte die Standesorganisation der Wiesbadener Apotheker, bereits 1983 lagen die Pläne vor, 1984 war Baubeginn, 1986 fand die Einweihung des 1. Bauabschnitts mit ca. 80 Pflanzen statt.
Die rund 170.000 Euro Baukosten wurden zu je einem Drittel von der Stadt Wiesbaden (v. a. in Form von erbrachten Tätigkeiten seitens Grünflächen- und Tiefbauamt), der Apothekerschaft und städtischen Zuschüssen aufgebracht.
Der 2. Bauabschnitt mit ca. 270 Pflanzen wurde 1989 eröffnet.
Die Pflege des Gartens obliegt dem Grünflächenamt.
Erhalt und Erweiterung werden von der Interessengemeinschaft der Apotheker Hessen Nassau e.V. und dem Freundeskreis Apothekergarten Wiesbaden e.V. unterstützt. Der Freundeskreis organisiert auch die meist samstags angebotenen kostenfreien Führungen.

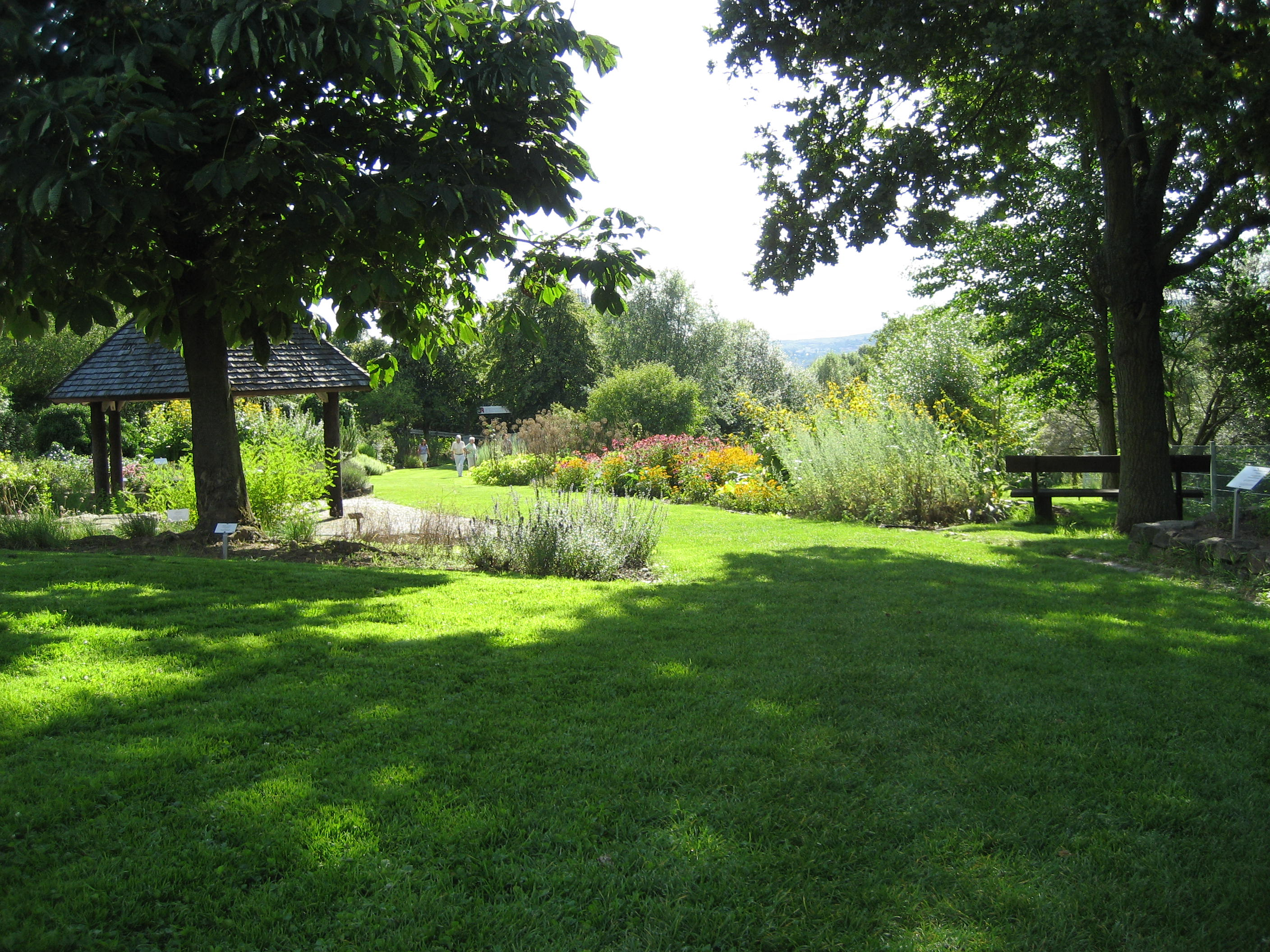

## Beete
Die im Apothekergarten Wiesbaden angepflanzten medizinisch genutzte Bäume, Sträucher und Kräuter lassen sich unter dem Begriff Arzneipflanzen zusammenfassen, da der Begriff Heilkräuter lediglich auf nicht verholzende Pflanzen verweist und somit irreführend ist. Neben Pflanzen, die heilende Wirkstoffe enthalten, sind in den Beeten auch rein dekorative Pflanzen zu finden oder solche, die natürliche Farbstoffe liefern (Färberpflanzen).
Charakteristisch sind die mit Informationstafeln (Deutsche Pflanzenbezeichnung / lateinisch, wissenschaftlicher Name / Familienzugehörigkeit / Inhaltsstoffe) bestückten, nach Anwendungsgebieten bzw. geschichtlicher Thematik geordneten Rundbeete:
1. Naturteich
2. Feuchtzone
3. Appetitlosigkeit
4. Verdauungsbeschwerden
5. Verstopfung
6. Entzündungen
7. Leber- u. Galleleiden
8. Doldenblütler
9. Korbblütler
10. Das besondere Beet
11. Mauerblümchen, 11a. Lippenblütler
12. Würzkräuter
13. Erkrankung der Harnorgane I und Sonderbeet „Heide“
14. Asthma
15. Homöopathen-Beet
16. Durchfall
17. Venenerkrankungen
18. Dekoration
19. Frauenleiden, 19a. Färberpflanzen
20. Signaturenlehre
21. Anthroposophen-Beet
22. Erkrankung der Harnorgane II
23. Minzsammlung
24. Husten
25. Nervosität
26. Herzbeschwerden
27. Klostergarten, 27a. Beet „Walahfried Strabo“
28. Beet „Hildegard von Bingen“